# Koki Hasegawa
Koki Hasegawa (長谷川 光基 Hasegawa Koki?), född 27 april 1999 i Tokyo prefektur, är en japansk fotbollsspelare.
Hasegawa började sin karriär 2017 i FC Tokyo.